# Hans Rademacher

Hans Rademacher (ur. 3 kwietnia 1892 w Hamburgu w dzielnicy Wandsbeck, zm. 7 lutego 1969 w Haverford) – amerykański matematyk pochodzenia niemieckiego, autor twierdzenia Rademachera.

## Życiorys
Był synem Henry’ego Rademachera, właściciela miejscowego sklepu, i Emmy Weinhöver. Miał dwoje rodzeństwa, brata Martina i siostrę Ernę. Interesował się matematyką, naukami przyrodniczymi, filozofią i językami obcymi. W 1911 rozpoczął studia na Uniwersytecie w Getyndze. Pracował jako nauczyciel szkół średnich, zanim został zatrudniony na Uniwersytecie w Berlinie w 1919. Potem prowadził zajęcia na Uniwersytecie w Hamburgu. W 1934 opuścił Niemcy, w których władzę objęli naziści, i wyemigrował do USA wraz z drugą żoną Olgą Frey. Był wykładowcą Uniwersytetu Pensylwanii. 
W Polsce wydano przekład jego książki popularnonaukowej, napisanej wspólnie z Ottonem Toeplitzem - O liczbach i figurach (tytuł oryg. Von Zahlen und Figuren, przeł. Abraham Goetz) Państwowe Wydawnictwo Naukowe, Warszawa  1956.